# Synoicum blochmanni
Synoicum blochmanni är en sjöpungsart som först beskrevs av Heiden 1894.  Synoicum blochmanni ingår i släktet Synoicum och familjen klumpsjöpungar. Inga underarter finns listade i Catalogue of Life.